# Плямиста мурашниця
Плямиста мурашниця (Hylopezus) — рід горобцеподібних птахів родини Grallariidae. Включає 9 видів.

## Поширення
Рід поширений в субтропічних і тропічних регіонах Південної Америки.

## Види
- Мурашниця болівійська (Hylopezus auricularis)
- Мурашниця амазонійська (Hylopezus berlepschi)
- Мурашниця рудовола (Hylopezus dives)
- Мурашниця сірощока (Hylopezus fulviventris)
- Мурашниця плямиста (Hylopezus macularius)
- Мурашниця білоброва (Hylopezus ochroleucus)
- Мурашниця панамська (Hylopezus perspicillatus)
- Мурашниця паранська (Hylopezus paraensis)
- Мурашниця бразильська (Hylopezus whittakeri)